# Bezirk Myślenice
Bezirk Myślenice – dawny powiat (Bezirk) kraju koronnego Królestwo Galicji i Lodomerii, funkcjonujący w latach 1854–1867. Siedzibą starostwa było miasto Myślenice.

## Historia
Bezirk Myślenice utworzono w ramach reformy uwłaszczeniowej z okresu Wiosny Ludów (1848–1849), która likwidowała jurysdykcję właściciela ziemskiego nad poddanymi. W Galicji, dominium – jako podstawowa jednostka administracyjna i filar systemu feudalnego straciło rację bytu. Konieczne stało się zatem wprowadzenie nowego systemu administracyjnego, którego zręby powstały w latach 1851–1855. Nowy trójstopniowy podział administracyjny objął 21 cyrkułów (niem. Kreise), 179 małych powiatów (niem. Bezirke) i ponad 6000 gmin (niem. Gemeinde). 
Bezirk Myślenice objął obszar o wielkości 5,2 mil², zamieszkany przez 22.091 ludzi i podzielony na 23 gminy katastralne, w tym miasto Myślenice. Wszedł w skład cyrkułu wadowickiego, jako jeden z jego trzynastu powiatów ziemskich. 1 maja 1860 zniesiono cyrkuł wadowicki, a jego cały obszar włączono do cyrkułu krakowskiego.
Po nadaniu Galicji autonomii oraz powołaniu samorządu gminnego i powiatowego w 1865 zlikwidowano cyrkuły (Kreise). Dotychczasowe małe powiaty (Bezirke) w liczbie 179, utrzymały się do 1867 roku, kiedy to w następstwie kolejnej reformy administracyjnej (23 stycznia 1867) zostały zastąpione przez 74 większe powiaty. Jednym z tych nowych powiatów był powiat myślenicki, w skład którego wszedł m.in. w całości zniesiony Bezirk Myślenice.

## Podział administracyjny (1854)
| Lp. | Gmina jednostkowa | Powierzchnia | Ludność | Powiat w 1867 po zniesieniu |
| --- | ----------------- | ------------ | ------- | --------------------------- |
| 1   | Myślenice (M)     | 786          | 1921    | myślenicki                  |
| 2   | Borzęta           | 1331         | 718     | myślenicki                  |
| 3   | Jawornik          | 2304         | 833     | myślenicki                  |
| 4   | Krzyszkowice      | 2051         | 872     | myślenicki                  |
| 5   | Bęczarka          | 777          | 439     | myślenicki                  |
| 6   | Krzywaczka        | 1450         | 803     | myślenicki                  |
| 7   | Jasienica         | 1748         | 637     | myślenicki                  |
| 8   | Rudnik            | 2579         | 1002    | myślenicki                  |
| 9   | Trzebunia         | 4137         | 1506    | myślenicki                  |
| 10  | Więciórka         | 2090         | 404     | myślenicki                  |
| 11  | Zawadka           | 2090         | 270     | myślenicki                  |
| 12  | Głogoczów         | 2797         | 1018    | myślenicki                  |
| 13  | Bysina            | 1437         | 737     | myślenicki                  |
| 14  | Dolna Wieś        | 1445         | 898     | myślenicki                  |
| 15  | Górna Wieś        | 1498         | 770     | myślenicki                  |
| 16  | Krzczonów         | 2773         | 949     | myślenicki                  |
| 17  | Lubień            | 4819         | 1639    | myślenicki                  |
| 18  | Pcim              | 7025         | 2574    | myślenicki                  |
| 19  | Polanka           | 777          | 551     | myślenicki                  |
| 20  | Stróża            | 5761         | 1658    | myślenicki                  |
| 21  | Chełm             | 5761         | 254     | myślenicki                  |
| 22  | Tenczyn           | 3800         | 1104    | myślenicki                  |
| 23  | Zawada            | 1013         | 534     | myślenicki                  |

Objaśnienie:
(M) = miasto; (m) = miasteczko